# Resolutie (chromatografie)
De resolutie tussen twee pieken bij chromatografische technieken is de mate waarin stoffen gescheiden worden gedurende de looptijd van het experiment.

## Werkwijze
Wanneer een te analyseren mengsel aangebracht wordt op een chromatografische kolom worden de stoffen waaruit dat mengsel bestaat vertraagd meegevoerd door het eluens. Hoe groot die vertraging is, is afhankelijk van de chromatografische omstandigheden en van de eigenschappen van de betreffende stof.
De verschillende componenten waar het monster uit bestaat worden gekwantificeerd door de oppervlaktes van de verschillende pieken met elkaar te vergelijken, en om dat op een adequate manier te kunnen doen is het van belang dat de verschillende componenten gescheiden van elkaar van de kolom af komen, dat de verschillende pieken in het chromatogram elkaar dus zo min mogelijk overlappen.

## Berekening
De resolutie tussen twee pieken wordt berekend door het verschil in retentietijd te delen door de gemiddelde breedte van de twee pieken aan de basis:
Rs = tr2 − tr1½ (w1 + w2)
Oftewel:
Rs = ΔtrWgemiddeld
De resolutie kan ook bepaald worden door te delen door de gemiddelde breedte van de twee pieken op halve hoogte, de volgende formule geldt dan:
Rs = 0,589 ΔtrW1/2 gemiddeld
Over het algemeen wordt aangenomen dat de resolutie hoger moet zijn dan 1,5 om een gefundeerde uitspraak te kunnen doen over de kwantitatieve verhouding van twee componenten.
De resolutie is ook te berekenen als het schotelgetal (N), de relatieve retentie (α) en de retentiefactor (k) bekend is, namelijk door:
R = √N4 × α − 1α × k21 + k2
- Hierin is N het schotelgetal;
- k de retentiefactor;
- en α de relatieve retentie.

De retentiefactor (k) is te bepalen d.m.v.:
k = t'rt0
of: k = tr − t0t0
- Hierin is t'r de netto retentietijd;
- tr is de retentietijd, inclusief dode tijd
- en t0 de dode tijd oftewel de tijd van het onvertraagde component.

De relatieve retentie (α) is te bepalen d.m.v.:
α = t'r2t'r1 = k2k1
- Het subscript 1 en 2 geeft aan dat het twee pieken betreft. De netto retentietijd óf de retentiefactor dient dus van twee naast elkaar gelegen pieken bepaald te worden.[1]

## Voorbeeldchromatogrammen
R = 0,0

De stoffen hebben dezelfde retentietijd en aan de piekvorm (de rode lijn) is niet te zien dat die afkomstig is van twee verschillende stoffen. Er is in het geheel geen scheiding.
R = 0,5

De piek is asymmetrisch van vorm. Bij het interpreteren van het chromatogram is dat een aanwijzing voor de aanwezigheid van een tweede component.
R = 1,0

De pieken overlappen elkaar nog gedeeltelijk.
R = 1,5

De pieken liggen hier helemaal vrij van elkaar. Het is nu mogelijk om van beide pieken de oppervlakte te bepalen om de verhouding van de twee componenten in het monster te bepalen.